# Богданешти (Скорцени)
Богданешти (рум. Bogdănești) насеље је у Румунији у округу Бакау у општини Скорцени. Oпштина се налази на надморској висини од 334 m.

## Становништво
Према подацима из 2011. године у насељу је живело 71 становника.